# Stepojevac
Stepojevac (cyr. Степојевац) – wieś w Serbii, w mieście Belgrad, w gminie miejskiej Lazarevac. W 2011 roku liczyła 2894 mieszkańców.